# Englische Cricket-Nationalmannschaft gegen Pakistan in der Saison 2009/10
Die Spielserie der englischen Cricket-Nationalmannschaft gegen Pakistan in der Saison 2009/10 fand vom 19. bis zum 20. Februar 2010 in den Vereinigten Arabischen Emiraten statt. Die internationale Cricket-Tour war Teil der internationalen Cricket-Saison 2009/10 und umfasste lediglich zwei Twenty20s, wovon eines von Pakistan und eines von England gewonnen wurde. 

## Vorgeschichte
Für England war diese Tour eine Vorbereitung für ihre Tour in Bangladesch und den ICC World Twenty20 2010 in den West Indies im April. Flankiert wurden die Spiele der Nationalmannschaften mit Spielen der Reservemannschaften der beiden Nationen.
Die Behörden der Vereinigten Arabischen Emirate verweigerten dem pakistanischen Bowler Mohammad Asif die Einreise, da dieser in der Vergangenheit auf Grund von Drogenbesitz eine Einreisesperre erhalten hatte.

## Stadien
Das folgende Stadion wurde für die Tour als Austragungsort vorgesehen und am 8. Januar 2010 bekanntgegeben.
| Stadion                             | Stadt | Kapazität | Spiele      |
| ----------------------------------- | ----- | --------- | ----------- |
| Dubai International Cricket Stadium | Dubai | 25.000    | 1. & 2. T20 |

## Kader
Pakistan benannte seinen Kader am 8. Februar 2010.
| Pakistan | England |
| --- | --- |
| - Shoaib Malik (K) - Abdul Razzaq - Fawad Alam - Imran Nazir - Imran Farhat - Khalid Latif - Mohammad Talha - Sarfaraz Ahmed (wk) - Saeed Ajmal - Shahid Afridi - Umar Akmal - Umar Gul - Wahab Riaz - Yasir Arafat | - Paul Collingwood (K) - Alastair Cook - Joe Denly - Eoin Morgan - Kevin Pietersen - Jonathan Trott - Luke Wright - Matt Prior (wk) - Tim Bresnan - Stuart Broad - Liam Plunkett - Ajmal Shahzad - Ryan Sidebottom - Graeme Swann - James Tredwell |

## Twenty20 Internationals in Dubai

### Erstes Twenty20
| 19. Februar Scorecard | Dubai | Pakistan 129-8 (20)           | – | England 130-3 (18.3) |
|                       |       | England gewinnt mit 7 Wickets |   |                      |

### Zweites Twenty20
| 20. Februar Scorecard | Dubai | England 148-6 (20)             | – | Pakistan 149-6 (19) |
|                       |       | Pakistan gewinnt mit 4 Wickets |   |                     |

## Statistiken
Die folgenden Cricketstatistiken wurden bei dieser Tour erzielt.
| Twenty20s       | Twenty20s  | Twenty20s | Twenty20s | Twenty20s | Twenty20s | Twenty20s | Twenty20s | Twenty20s |
| Batting         | Batting    | Batting   | Batting   | Batting   | Batting   | Batting   | Batting   | Batting   |
| Spieler         | Mannschaft | Spiele    | Innings   | Runs      | Average   | HS        | 100s      | 50s       |
| --------------- | ---------- | --------- | --------- | --------- | --------- | --------- | --------- | --------- |
| Kevin Pietersen | England    | 2         | 2         | 105       | 105,00    | 62        | 0         | 1         |
| Eoin Morgan     | England    | 2         | 2         | 76        | 76,00     | 67*       | 0         | 1         |
| Abdul Razzaq    | Pakistan   | 2         | 2         | 68        | 68,00     | 46*       | 0         | 0         |
| Fawad Alam      | Pakistan   | 2         | 2         | 51        | 25,50     | 28        | 0         | 0         |
| Umar Akmal      | Pakistan   | 2         | 2         | 49        | 24,50     | 36        | 0         | 0         |
| Bowling         |            |           |           |           |           |           |           |           |
| Spieler         | Mannschaft | Spiele    | Overs     | Wickets   | Average   | BBI       | 5W        | 10W       |
| Graeme Swann    | England    | 2         | 7         | 5         | 6,40      | 3/14      | 0         | 0         |
| Yasir Arafat    | Pakistan   | 2         | 8         | 4         | 12,50     | 3/32      | 0         | 0         |
| Stuart Broad    | England    | 2         | 8         | 3         | 15,66     | 2/23      | 0         | 0         |
| Ajmal Shahzad   | England    | 1         | 4         | 2         | 19,00     | 2/38      | 0         | 0         |
| Tim Bresnan     | England    | 2         | 7         | 2         | 27,50     | 2/30      | 0         | 0         |

## Player of the Series
Als Player of the Series wurden die folgenden Spieler ausgezeichnet.
| Serie | Player of the Series |
| ----- | -------------------- |
| T20   | Graeme Swann         |

### Player of the Match
Als Player of the Match wurden die folgenden Spieler ausgezeichnet.
| Spiel  | Player of the Match |
| ------ | ------------------- |
| 1. T20 | Eoin Morgan         |
| 2. T20 | Abdul Razzaq        |